# Ditrichum validinervium
Ditrichum validinervium är en bladmossart som beskrevs av Kaalaas 1912. Ditrichum validinervium ingår i släktet grusmossor, och familjen Ditrichaceae. Inga underarter finns listade i Catalogue of Life.